# Blakeslea trispora
Blakeslea trispora je nižja gliva, ki zajeda nekatere rastline. Pomembna je kot vir karotenoidov za prehranska dopolnila in živilske dodatke (aditive),
in sicer se na industrijski ravni proizvaja β-karoten in likopen. Laboratorijski poskusi izražanja njenih genov za proizvodnjo β-karotena v kvasovki Saccharomyces cerevisiae so zelo obetavni.